# Houghton County
Houghton County är ett administrativt område i delstaten Michigan, USA. År 2010 hade countyt 36 628 invånare. Den administrativa huvudorten (county seat) är Houghton. 

## Geografi
Enligt United States Census Bureau så har countyt en total area på 3 890 km². 2 624 km² av den arean är land och 1 269 km² är vatten.   

### Angränsande countyn

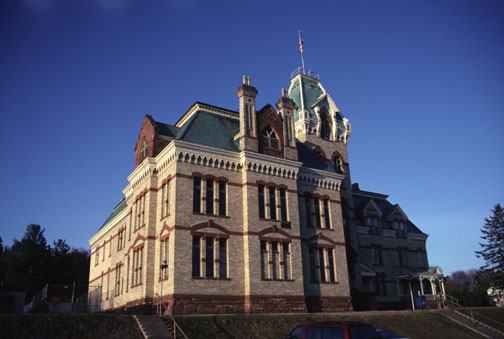
Houghton County Courthouse i Houghton.

- Keweenaw County - nord
- Baraga County - öst
- Iron County - syd
- Ontonagon County - väst